# Тотибадзе, Константин Георгиевич
Константин Георгиевич Тотибадзе (груз. კონსტანტინე გიორგის ძე თოთიბაძე; род. 8 сентября 1969, Тбилиси, Грузинская ССР) — грузинский и российский живописец, график, член Московского Союза художников. Отец певицы и актрисы Муси Тотибадзе.

## Биография
Художник в третьем поколении, он наследует пристрастие к изобразительному искусству от своего деда по материнской линии — Аполлона Кутателадзе, (его имя сегодня носит Тбилисская Академия Художеств), и от отца — Георгия Константиновича Тотибадзе, грузинского художника, который с 1972—1982 год был ректором этой академии.
В 1977 году мать Константина — Нана Кутателадзе, уезжает с тремя детьми в Москву: вместе с мамой, младшей сестрой Марией и старшим братом Георгием Константин живет на Верхней Масловке дом 9, в мастерской деда — Аполлона Кутателадзе, в Городке Художников (московском «Улье»). Его соседями по этажу в этот период, в частности, будут Сергей Михайлович Луппов, и Александр Григорьевич Тышлер. Первым преподавателем художника по живописи и рисунку станет Дмитрий Иванович Хамин.
В 1985 году поступил в Московское государственное академическое художественное училище памяти 1905 года (МАХУ).
В 1988 году художник учился в Тбилиси, в Художественном училище имени Николадзе. С 1989 по 1991, он продолжает учёбу в Тбилисской Академии Художеств, в мастерских Георгия Алекси-Месхишвили, Парнаоза Лапиашвили и Георгия Константиновича Тотибадзе. В этот период Константин пишет серию Тбилисских пейзажей в свободной экспрессивной манере.
С 1994 по 1995 год Тотибадзе жил в Париже, где начал работать над серией натюрмортов, которые впоследствии станут основным жанром и темой художника.
В 1996 году Тотибадзе создал серию картин в Гонконге, они были приобретены частными коллекционерами — представителями японской диаспоры.
С 1997 по 1998 год художник жил и работал в Сан-Франциско.
С 2000 года Константин писал новую серию натюрмортов, в которых его умение писать в неоклассической манере, контрастирует с иронией выбранных им сюжетов. С 2007 года работает в мастерской на территории института Архитектуры и дизайна Стрелка.
28 января 2016 года Константин вместе с братом Георгием, а также кинорежиссёром Мариной Цурцумия и Георгием Ташкером открыли на Винзаводе художественную галерею «Totibadzé Gallery». За два года существования галереи, в ней были представлены работы десятков художников (среди них Алёна Кирцова, Ольга и Александр Флоренский, Александр Захаров, Рубен Монахов, Сергей Зуев, Мюриэль Руссо, Андрей (Дюдя) Сарабьянов.
С юного возраста Константин занимается Каратэ До Сито-Рю с В. И. Эйдлиным. Он стал трёхкратным чемпионом России и бронзовым призёром чемпионата мира по карате. Кроме Эйдлина, его учителя — Кеней Мабуни и Хидетоши Накахаши.

### Семья
- Дед — Аполлон Караманович Кутателадзе, живописец, график, заслуженный деятель искусств Грузинской ССР;
- Отец — Тотибадзе Георгий Константинович, живописец, график;
- Дядя — Гурам Аполлонович Кутателадзе, живописец. Член Союза художников СССР. Заслуженный художник Грузинской ССР.
- Дядя — Тариэл Аполлонович Кутателадзе, архитектор, преподаватель Тбилисской академии Художеств
- Дядя — Караман Аполлонович Кутателадзе[8],[9] живописец, график, преподаватель Тбилисской академии Художеств
- Брат — Георгий Георгиевич Тотибадзе — художник,
- Племянница — Нана Георгиевна Тотибадзе[10] — график, иллюстратор. Живёт и работает в Москве.
- Племянница — Манана Георгиевна Тотибадзе — актриса. Живёт и работает в Москве.
- Племянница — Варвара Георгиевна Тотибадзе.
- Жена (с 1992 по 2017) — Ольга Николаевна Шестирикова.
- Сын — Антон Константинович Тотибадзе[11] (1993) — живописец, график, иллюстратор. Живёт и работает в Москве.
- Дочь — Муся Тотибадзе[12] (1996) (Мария Константиновна Тотибадзе) — певица, актриса. Живёт и работает в Москве.
- Дочь — Нина Константиновна Тотибадзе (2002).
- Дочь — Тамара Константиновна Тотибадзе (2005).
- Сын — Давид Константинович Тотибадзе (2007).
- Сын — Георгий Константинович Тотибадзе (2009).
- Сестра — Мария Георгиевна Тотибадзе[13] — дизайнер, модельер. Живёт и работает в Париже.

## Творчество
- 1989 — «Молодёжная выставка», Манеж, Москва
- 1989 — «Stiks», Москва
- 1990 — Галерея «Hosp», Инсбрук, Австрия
- 1992 — «Я, Гоги und anderen» Центральный Дом художника, Москва
- 1993 — Персональная выставка, Центральный Дом художника, Москва
- 1994 — Персональная выставка, журнал «L’évènement de jeudi» Париж
- 1995 — «Выставка русских художников», Юнеско, Париж
- 1996 — Выставка «Галерея в галерее», Государственная Третьяковская галерея, Москва
- 1996 — Выставка «Сон в летнюю ночь», Музей искусства народов Востока, Москва
- 1996 — Персональная выставка, Галерея Л. Брука, Центральный Дом художника, Москва
- 1997 — «Арт-Манеж», Манеж, Москва
- 1998 — «Выставка русских художников», Галерея «Diana» Вашингтон, США
- 1998 — «Арт салон», Галерея «Diana» Вашингтон, США
- 2000 — «Арт-Манеж», Манеж, Москва
- 2001 — Персональная выставка, Галерея «King», Беркли , США
- 2002 — «Арт-Манеж», Манеж, Москва
- 2003 — «Арт-Манеж», Манеж, Москва
- 2004 — «Арт-Манеж», Манеж, Москва
- 2004 — Выставка «Арт вечеринка», в Якут-галерее, Москва
- 2005 — Выставка «Барочная вечеринка», в Якут-галерее, Москва
- 2005 — Выставка «Гурманиада», Арт плей, Москва
- 2006 — «Арт-Манеж», Манеж, Москва
- 2006 — «Арт Москва», VP-Studio, Москва
- 2006 — Персональная выставка, VP-Studio, Москва
- 2007 — Персональная выставка «Райские сады», VP-Studio, Москва
- 2008 — «Арт-Манеж», Манеж, Москва
- 2009 — Персональная выставка, «Atlas Art Gallery», Moscou, Russie
- 2010 — Георгий и Константин Тотибадзе, Painting, Мосфильм, Москва
- 2012 — «Landscape» MMoMA, Москва
- 2015 — «Ода еде» Галерея «Proun» Москва
- 2016 — Пространство 7, Галерея «Тотибадзе», Москва
- 2017 — «Под прикрытием лесов» Галерея «Тотибадзе» Биеннале, Москва
- 2018 — «Tbilisi Art Fair», Тбилиси, Грузия[14].

### АукционPhillips
- 2012 «День рождения», холст, масло, 101×141 см[15]
- 2013 «Стол», холст, масло, 120×200 см
- 2013 «Вазы и водка», холст, масло, 140×180 см
- 2013 «Вино и фрукты», шелкография на металле, 125×138 см
- 2014 «Без названия», шелкография на металле, масло, 106,5×156,7 см[16]

### Публичные коллекции
- Государственный музей искусства народов Востока, Москва,1996
- MMoMA Москва[17], 2013